# Beavercreek (Ohio)
Beavercreek es una ciudad ubicada en el condado de Greene en el estado estadounidense de Ohio. En el Censo de 2010 tenía una población de 45193 habitantes y una densidad poblacional de 660,05 personas por km².

## Geografía
Beavercreek se encuentra ubicada en las coordenadas 39°43′56″N 84°3′34″O / 39.73222, -84.05944. Según la Oficina del Censo de los Estados Unidos, Beavercreek tiene una superficie total de 68,47 km², de la cual 68,37 km² corresponden a tierra firme y (0,14%) 0,1 km² es agua.

## Demografía
Según el censo de 2010, había 45193 personas residiendo en Beavercreek. La densidad de población era de 660,05 hab./km². De los 45193 habitantes, Beavercreek estaba compuesto por el 88,55% blancos, el 2,49% eran afroamericanos, el 0,22% eran amerindios, el 5,91% eran asiáticos, el 0,05% eran isleños del Pacífico, el 0,51% eran de otras razas y el 2,27% pertenecían a dos o más razas. Del total de la población el 2,62% eran hispanos o latinos de cualquier raza.